# Confederación Centroamericana y del Caribe de Natación
La Confederación Centroamericana y del Caribe de Natación (CCCAN) è la federazione continentale dell'America centrale e dei Caraibi degli sport acquatici, che comprendono nuoto, nuoto sincronizzato, tuffi, nuoto di fondo e pallanuoto.
Essa è affiliata alla FINA attraverso la UANA, la federazione di sport acquatici dell'intero continente americano.

## Federazioni affiliate
- Antigua e Barbuda
- Aruba
- Bahamas
- Barbados
- Bermuda
- Costa Rica
- Cuba
- Dominica
- El Salvador
- Giamaica
- Grenada
- Guatemala
- Honduras
- Isole Cayman
- Isole Vergini Americane
- Isole Vergini Britanniche
- Messico
- Nicaragua
- Panama
- Porto Rico
- Rep. Dominicana
- Saint Kitts e Nevis
- Saint Lucia
- Saint Vincent e Grenadine
- Trinidad e Tobago
- Turks e Caicos

## Competizioni
La CCCAN organizza le seguenti competizioni:
- Campionati di nuoto centroamericani e caraibici
- Campionati di nuoto delle isole caraibiche
- CAMEX, campionato con diverse categorie d'età.